# 鍵屋辻

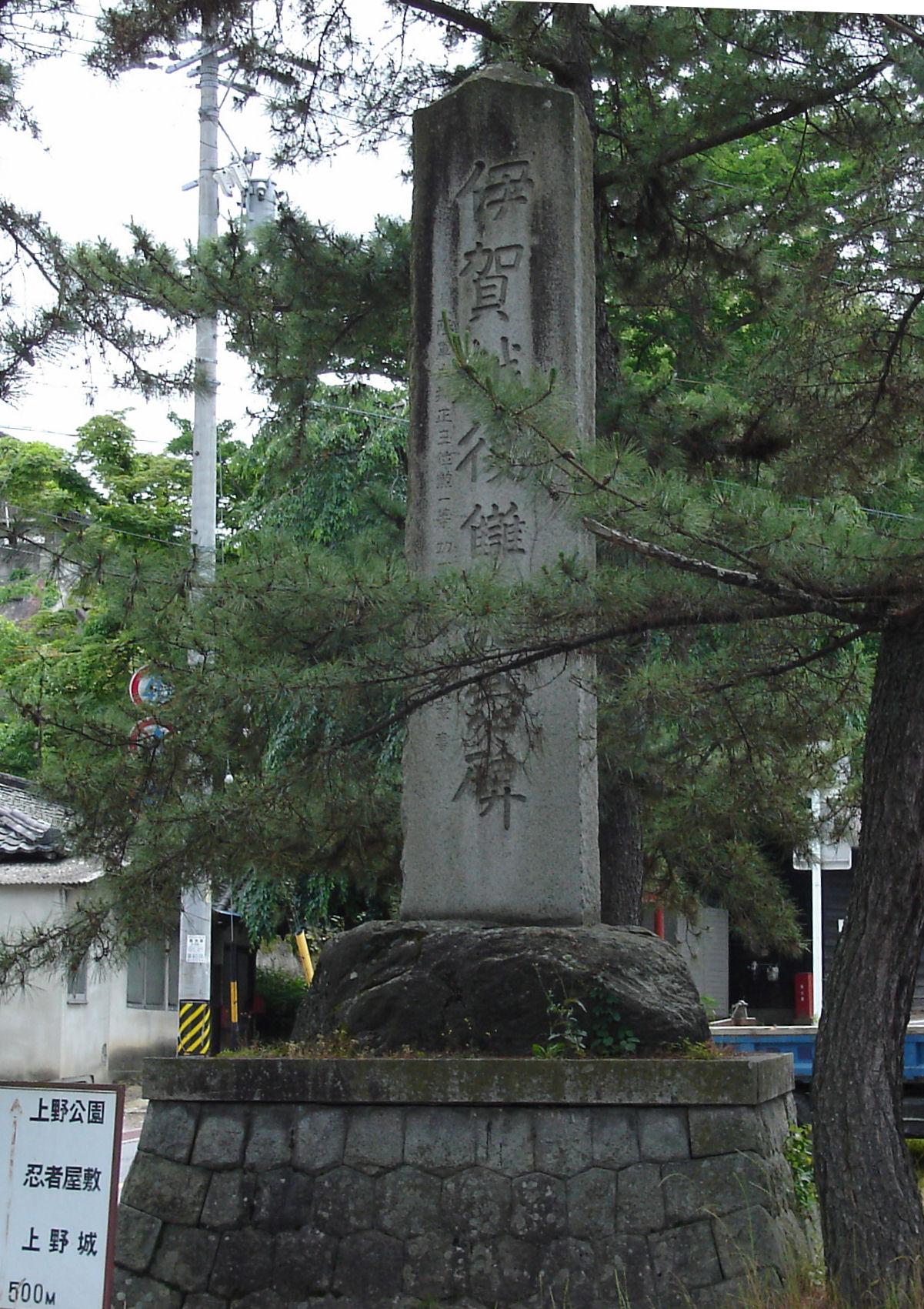
伊賀越復讐記念碑（2005年6月）

鍵屋辻（かぎやのつじ）は、三重県伊賀市小田町・上野下幸坂町・上野西大手町に跨がる交差点。6方面から道路が集まっている。

## 接続道路
- 北西 - 信楽道（御斎峠・信楽方面）
- 北東 - 小六坂（平野北谷・関方面）
- 西方 - 笠置街道（笠置・奈良方面）
- 東方 - 上野中央通り（上野城・津市方面）
- 南西 - 月瀬道（月ヶ瀬・山添方面）
- 南東 - 塔西坂（上野市街・伊賀天神方面）

## 歴史

### 近世
寛永11年11月7日（1634年12月26日）の「鍵屋の辻の決闘」の地となった。この決闘は、渡辺数馬と荒木又右衛門が、数馬の弟の仇である河合又五郎に挑んだ決闘で、最終的には河合又五郎が討たれた。曾我兄弟の仇討ちと赤穂浪士の討ち入りに並ぶ、日本三大仇討ちの一つとして数えられている。

### 近代
1916年（大正5年）8月8日に、伊賀軌道（現在の伊賀鉄道伊賀線）が開通し、近隣に鍵屋辻駅が設けられた。その後、伊賀軌道は伊賀鉄道に改名、さらに伊賀電気鉄道に改名した。その後、合併等により当駅の所属が、大阪電気軌道 → 参宮急行電鉄 → 関西急行電鉄 → 近畿日本鉄道という順に変わった。しかし、戦時中の1945年（昭和20年）6月1日に休止。その後、営業再開されることはなく、1969年（昭和44年）5月15日に廃止された。

### 現在
現在は、鍵屋辻から北東に1 km程離れた小田西交差点や東方に300 m程離れた西大手交差点、南東に1.5 km程離れた八幡交差点などが伊賀上野における交通の要所となっており、鍵屋辻はあまり賑わっていない。なお、鍵屋辻の南側には鍵屋ノ辻史跡公園があり、付近には三重交通のバス停留所と車庫（三交上野車庫）が設けられている。

## 鍵屋ノ辻史跡公園
鍵屋辻の南側に位置する鍵屋の辻の決闘を記念する公園。同決闘に関する資料等を展示する「伊賀越資料館」（2019年4月1日より休館中）がある。
このほかに茶店「数馬茶屋」があったが、築90年を超えて建物の老朽化と耐震強度不足のため、2023年6月30日をもって閉店した。「数馬茶屋」として利用されてきた建物は伊賀市が所有しており、市では約2年かけて補強工事を実施する方針である。

## バス路線
三重交通と上野コミュニティバス（にんまる）の路線が乗り入れる。なお、三交上野車庫は、上野地区における三重交通の車庫としても機能している。ここでは「鍵屋辻」と「三交上野車庫」の各停留所に分けて、路線情報の解説を行う。

### 「鍵屋辻」停留所
路線バスとコミュニティバスが発着する。
三重交通
- 52系統・53系統（月瀬線）
  - 上野市駅 / 桃香野口

※桃香野口方面：52は永谷辻経由、53は法花経由。
上野コミュニティバス（にんまる）
- 外回り循環
  - 上野市駅

※東コース・西コースを運行（ともに片回り循環）。

### 「三交上野車庫」停留所
西側に高速バス乗り場があり、「忍者ライナー」という愛称を付する高速バスが発着する。
三重交通
- 62系統（名古屋上野高速線）
  - 名鉄バスセンター

※当停留所を始終着とする路線。1日6往復を運行（※2023年12月時点）。

## 地図に関して
「鍵屋辻」から東へ進むと西大手駅を経て上野市駅に、北へ進むと鍵屋辻駅跡付近を経て伊賀上野駅に、西へ進むと木津川に至る。各地点のピンに関する解説は下記を参照。
紺色のピン
- 「鍵屋辻」の所在地。南側に鍵屋ノ辻史跡公園がある。

赤色のピン
- 鍵屋辻駅跡（廃止当時は近鉄伊賀線）。

紫色のピン
- 西側が西大手駅、東側が上野市駅（ともに伊賀鉄道伊賀線）。

緑色のピン
- 上野公園 - 上野城や芭蕉翁記念館などを併設。